# Réseau international d'alerte aux astéroïdes
Le Réseau international d'alerte aux astéroïdes, également désigné par son acronyme IAWN (pour l'anglais International Asteroid Warning Network), est une organisation créé à l'initiative de l'Organisation des Nations unies chargée de coordonner et guider à l'échelle mondiale les travaux relatifs à la détection, le suivi et la détermination des caractéristiques physiques des corps célestes, astéroïdes ou comètes) qui pourraient constituer une menace pour la Terre (objet géocroiseur) ainsi que de valider les alertes en cas d'impact potentiel et de diffuser l'information de manière officielle aux pays membres.

## Historique
L'IAWN est créée en 2013 par l'Organisation des Nations unies à la suite d'une recommandation du Comité des Nations unies pour l'utilisation pacifique de l'espace extra-atmosphérique (COPUOS). En parallèle le groupe de travail SMPAG (Space Missions Planning Advisory Group) est créé pour définir de manière consensuelle les mesures de défense contre les menaces des objets géocroiseurs. Ce dernier groupe rassemble des représentants des différentes agences spatiales nationales (une trentaine) qui se réunissent en sessions de travail deux fois par an.

## Membres
Les membres de l'IAWN sont des organisations impliquées dans la détection des objets géocroiseurs, leur suivi et la gestion de la menace (défense planétaire). Ce sont principalement des agences spatiales (NASA, ESA, CNSA...) des observatoires astronomiques (ESO, INAF, Observatoire de la Côte d'Azur...) ainsi que des experts amateurs ou professionnels du domaine. L'inscription se fait sur la base du volontariat. Un comité directeur est chargé de piloter les travaux.

## Missions
Les missions de l'IAWN sont : 
- S'assurer que les données relatives aux objets géocroiseurs soient redistribuées à l'échelle planétaire.
- Coordonner les campagnes d'observation des objets potentiellement dangereux.
- Établir les critères définissant les objets potentiellement dangereux.
- Assister les gouvernements dans l'analyse des conséquences d'un impact et la planification des mesures de prévention ou d'atténuation des risques.
- Développer une base de données concernant les conséquences d'un impact potentiel en fonction de la géologie, de la géographie, de la distribution des populations et d'autres facteurs.
- Valider les résultats des analyses de risque et les communiquer aux organisations désignées par les pays membres des Nations unies comme étant en charge de traiter les menaces d'impact.
- Contribuer au développement des travaux d'observation, de surveillance et de caractérisation des objets géocroiseurs.

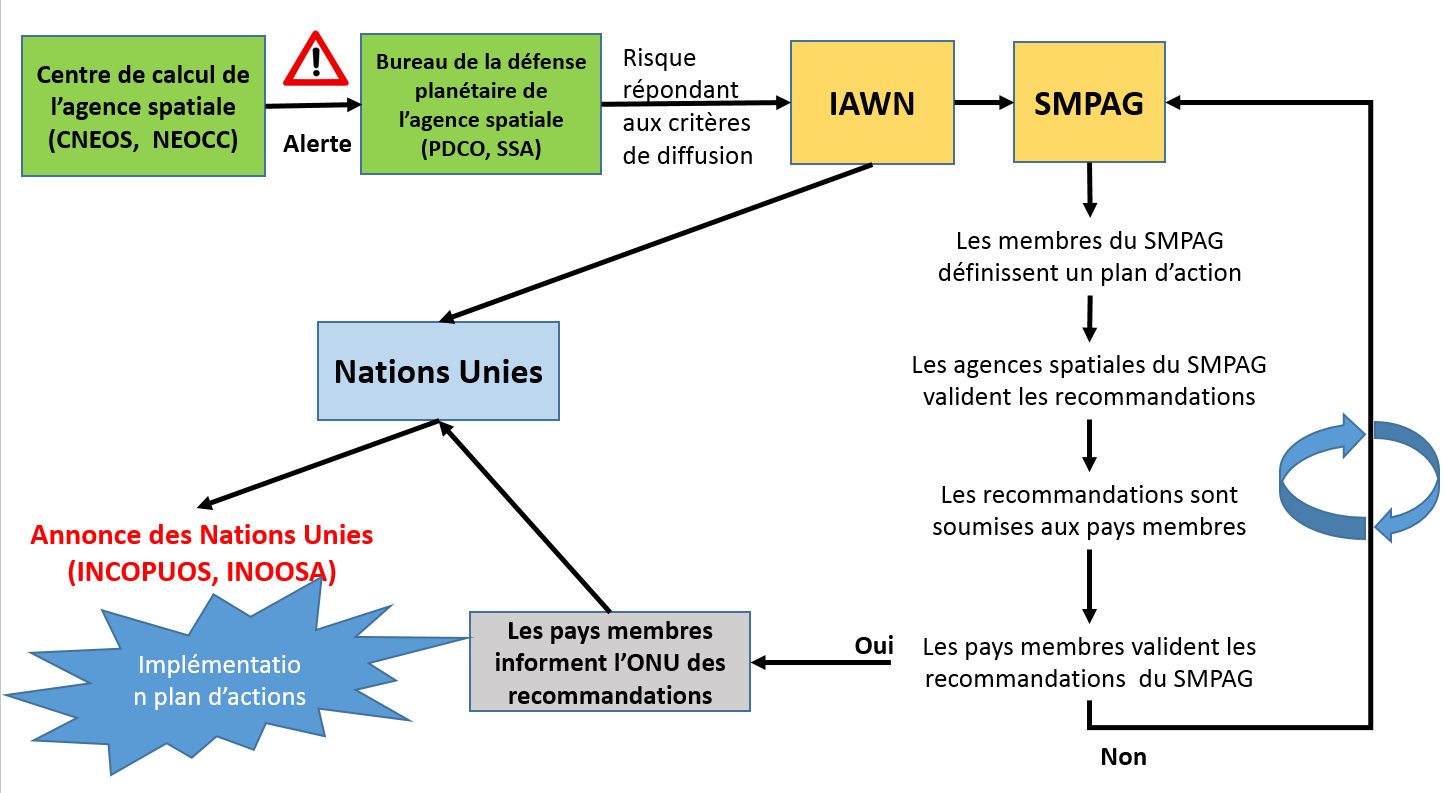
Processus théorique de gestion d'une menace répondant aux critères de communication et de traitement à l'échelon international montrant les rôles respectifs du PCDCO, de l'IAWN et du SMPAG.

## Travaux
Les membres de l'IAWN se réunissent deux fois par an pour communiquer sur les travaux en cours au sein de leurs organisations et affiner les protocoles d'échange des informations sur les objets géocroiseurs. L'IAWN a coordonné à plusieurs reprises des campagnes d'observation visant à mieux connaitre les caractéristiques orbitales d'objets géocroiseurs présentant un risque non nul : 2012 TC4, 2019 XS, Apophis, 1999 KW4.